# Сааге
Са́аге (нем. Saage, Ку́узику, эст. Kuusiku mõis) — рыцарская мыза в волости Рапла уезда Рапламаа в Эстонии. Административно находится на территории посёлка Куузику. Основана в XV веке. Согласно историческому административному делению относилась к приходу Рапла уезда Харьюмаа. В годы Российской империи находилась на территории Эстляндской губернии и относилась к приходу Раппель. Последние почти 100 лет до перехода в в собственность государства мыза принадлежала дворянскому семейству Лилиенфельдов.

## История мызы
Первые сведения о мызе относятся к 1467 году, когда она принадлежала семейству Врангелей. В средние века на мызе, вероятно, находилось вассальное городище. В 1544—1666 годах мыза Сааге составляла единое хозяйство с мызой Сиклехт (нем. Siklecht, Сикельди, эст. Sikeldi mõis). Мыза принадлежала Врангелям до Северной войны. В начале 18-го столетия мызу приобрело семейство Хастфер (von Hastfer). В 1820 году собственником мызы стал Георг фон Лилиенфельд. Мыза оставалась во владении семейства Лилиенфельд до её национализации в ходе земельной реформы 1919 года.
На военно-топографических картах Российской империи (1846–1863 годы), в состав которой входила Эстляндская губерния, мыза обозначена как Сааге.
C 1924 года на мызе работала Государственная cельскохозяйственная опытная станция (эст. Riigi Põllutöö Katsejaam). В связи со строительством военной базы и аэродрома в посёлке Куузику в 1940 году главное мызное здание стали использовать в качестве жилого дома для советских лётчиков. Затем в бывшем господском доме работал детский сад. В настоящее время главное здание мызы Сааге (Куузику) находится в частной собственности.

## Мызный комплекс
Компактный мызный ансамбль в стиле раннего классицизма расположен на восточном берегу реки Куузику (Рыуэ).
Построенное в четвёртой четверти 18-го столетия семейством фон Хастфер деревянное главное здание мызы многократно реконструировалось Лилиенфельдами. Передний фасад оформлен в стиле классицизма; вальмовую крышу в стиле барокко разрезает двухэтажный центральный ризалит с треугольным фронтоном; необычным является расположение входов по бокам дома. Окна и дверные проёмы с фрамугами в форме люнета акцентируют дощатые обрамления. На заднем фасаде расположена веранда в стиле неоготики. В парадном зале сохранился декор в технике стукко в стиле раннего классицизма и изразцовая печь из рельефного камня.
Перед главным зданием находится просторный парадный двор. С юга его ограничивают каретник-конюшня и крахмальная фабрика, с севера — дом управляющего и амбары. Остальные вспомогательные здания — большая водяная мельница, кузница, дом для батраков и хлев — находятся в южной части мызного ансамбля. Несколько в стороне расположена построенная в 1889 году водочная фабрика.
В Государственный регистр памятников культуры Эстонии внесены 16 объектов мызного комплекса::
- главное здание мызы (при инспектировании 24.10.2019 находилось в плохом состоянии)[5],
- мызный парк (находится в удовлетворительном состоянии)[6],
- дом управляющего (построен в 4-й четверти 18-го столетия, находится в удовлетворительном состоянии)[7],
- амбар[8],
- каретник-конюшня (большое выразительное оштукатуренное здание в стиле классицизма построено в 18-м столетии; фасады расчерчены рустованными пилястрами и ризалитами; между ризалитами расположены высокие ложные окна; находится в плохом состоянии)[9],
- крахмальная фабрика (двухэтажное здание, построенное в 1774 году, перестроено в жилой дом)[10],
- коровник[11],
- дом для батраков (построен в начале 18-го столетия, находится в плохом состоянии)[12],
- хлев[13],
- водочная фабрика (кирпичное неоштукатуренное здание, находится в аварийном состоянии)[14],
- машинная рига (построена в начале 19-го столетия, находится в плохом состоянии)[15],
- кузница (построена во второй половине 19-го столетия, находится в аварийном состоянии)[16],
- ледяной погреб (построен в 19-м столетии, находится в аварийном состоянии)[17],
- мызная ограда[18],
- погреб «Монашеского амбара»[19],
- водяная мельница[20].

## Галерея

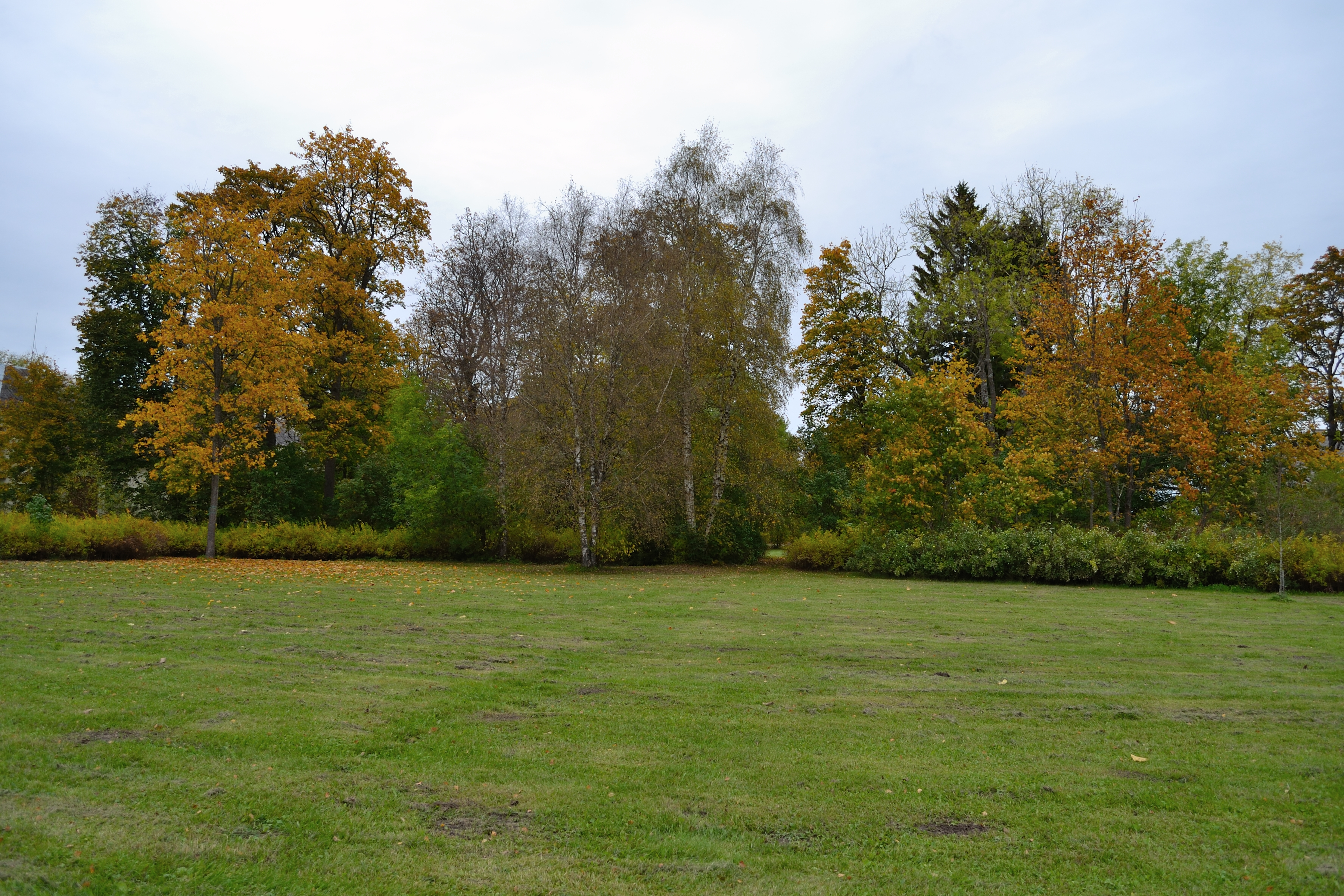
Мызный парк
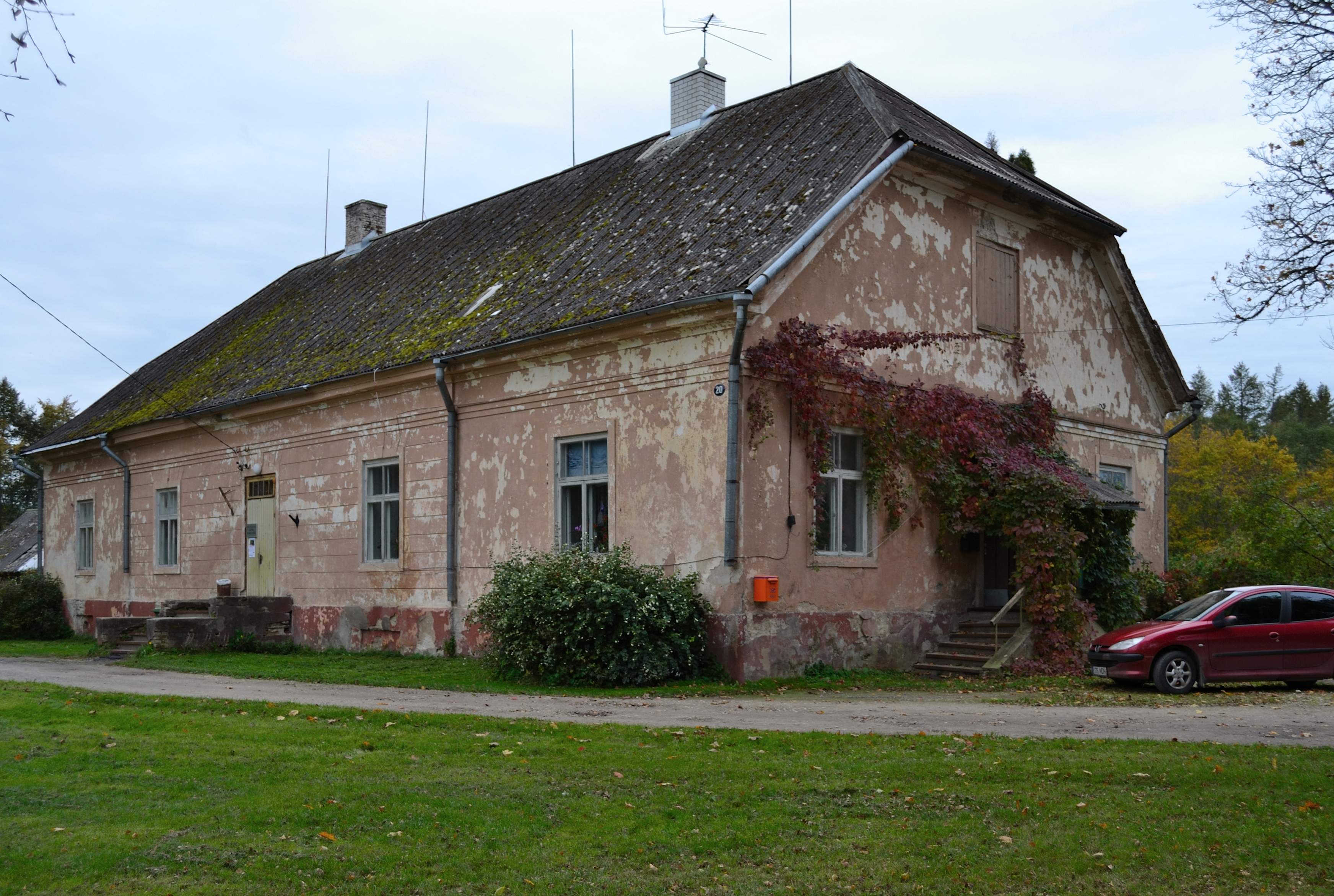
Дом управляющего
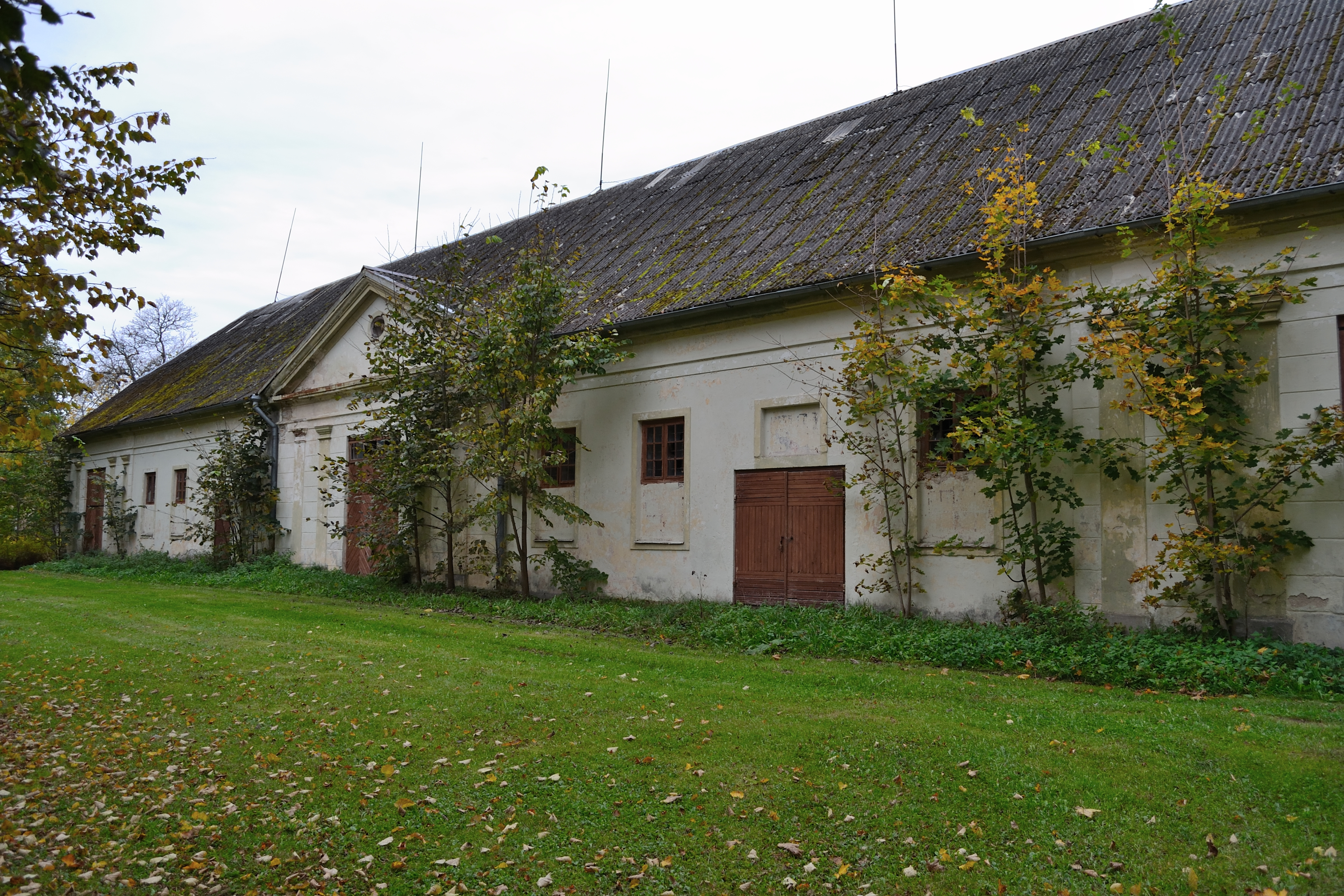
Амбар
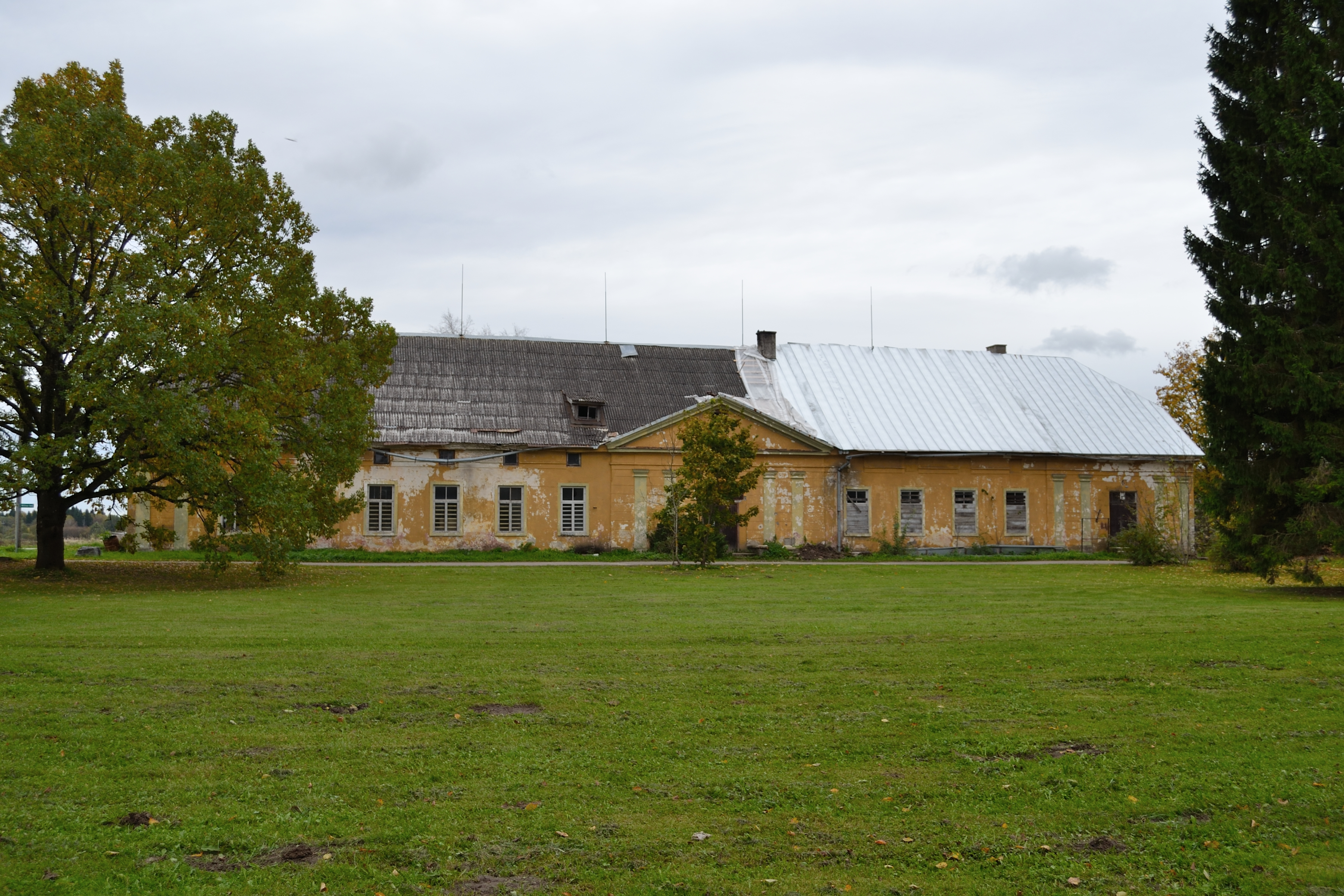
Каретник-конюшня
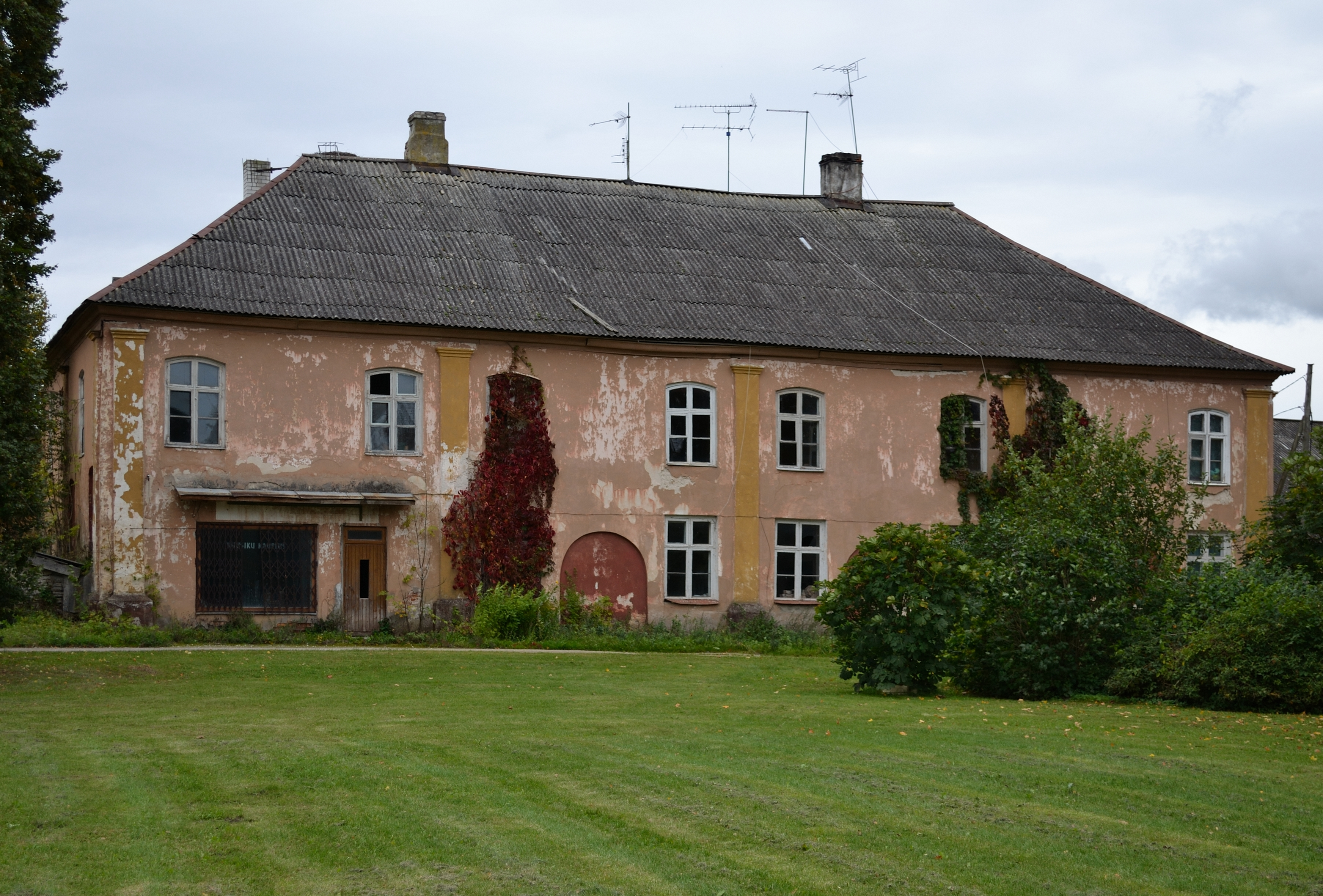
Крахмальная фабрика
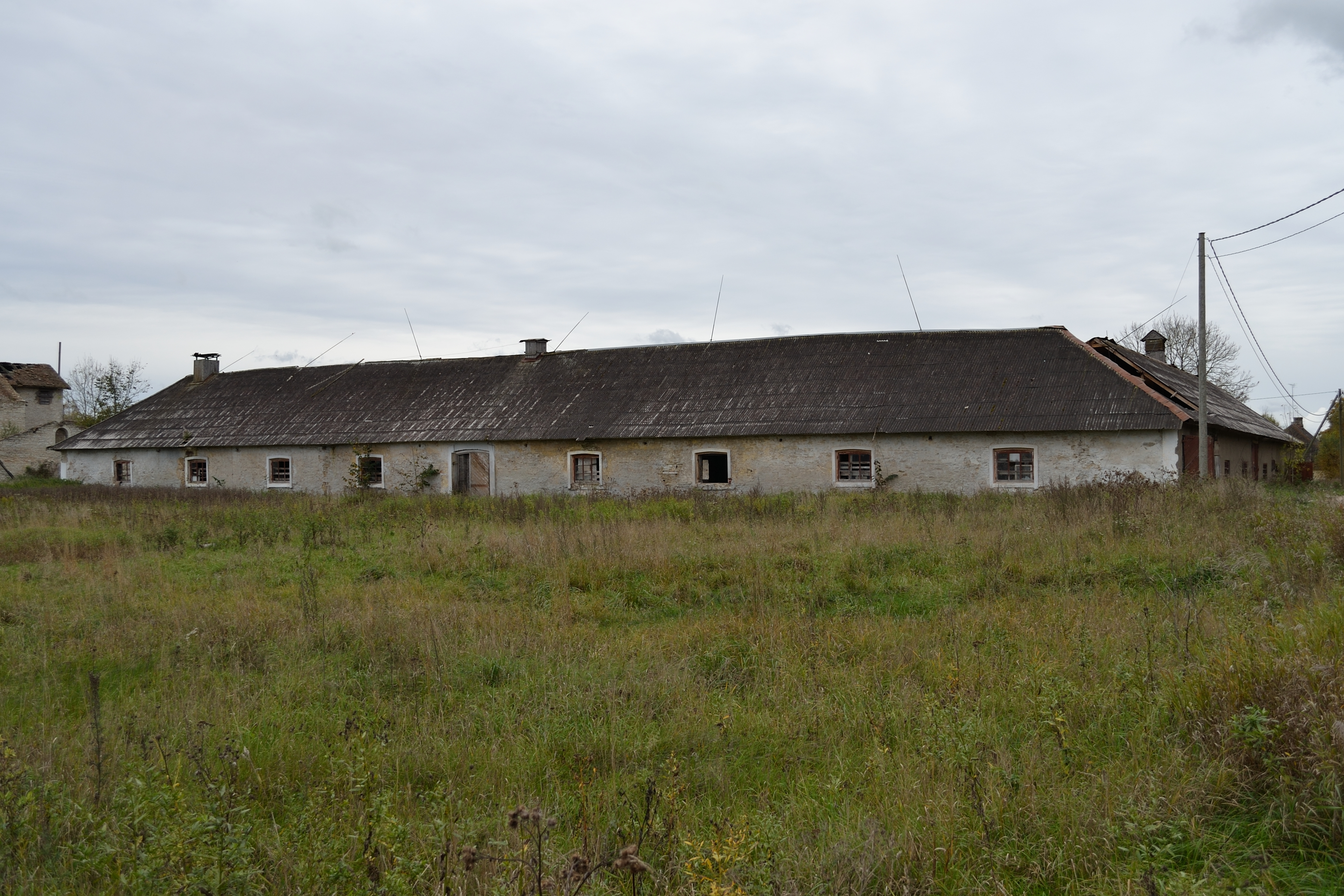
Коровник
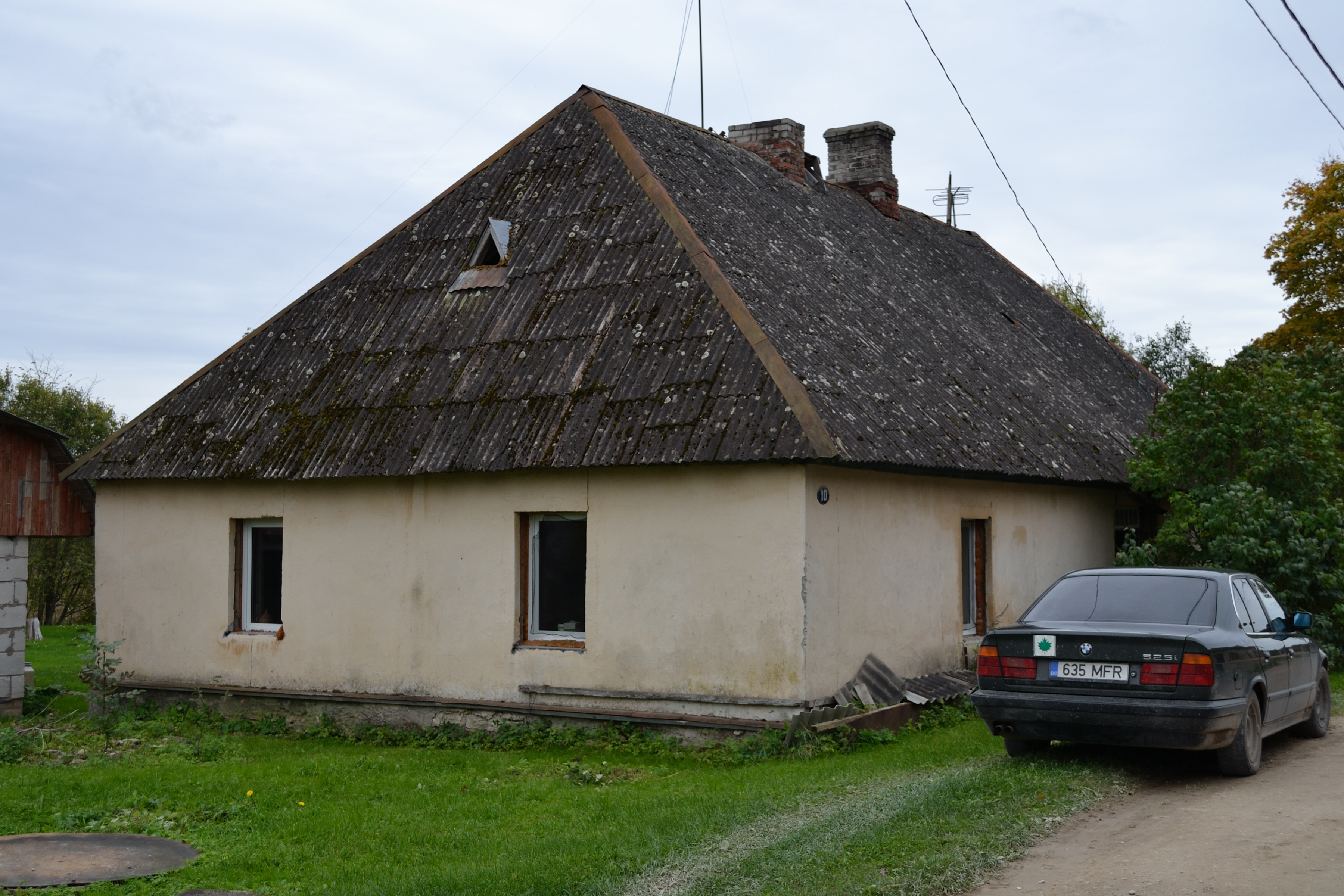
Дом для батраков
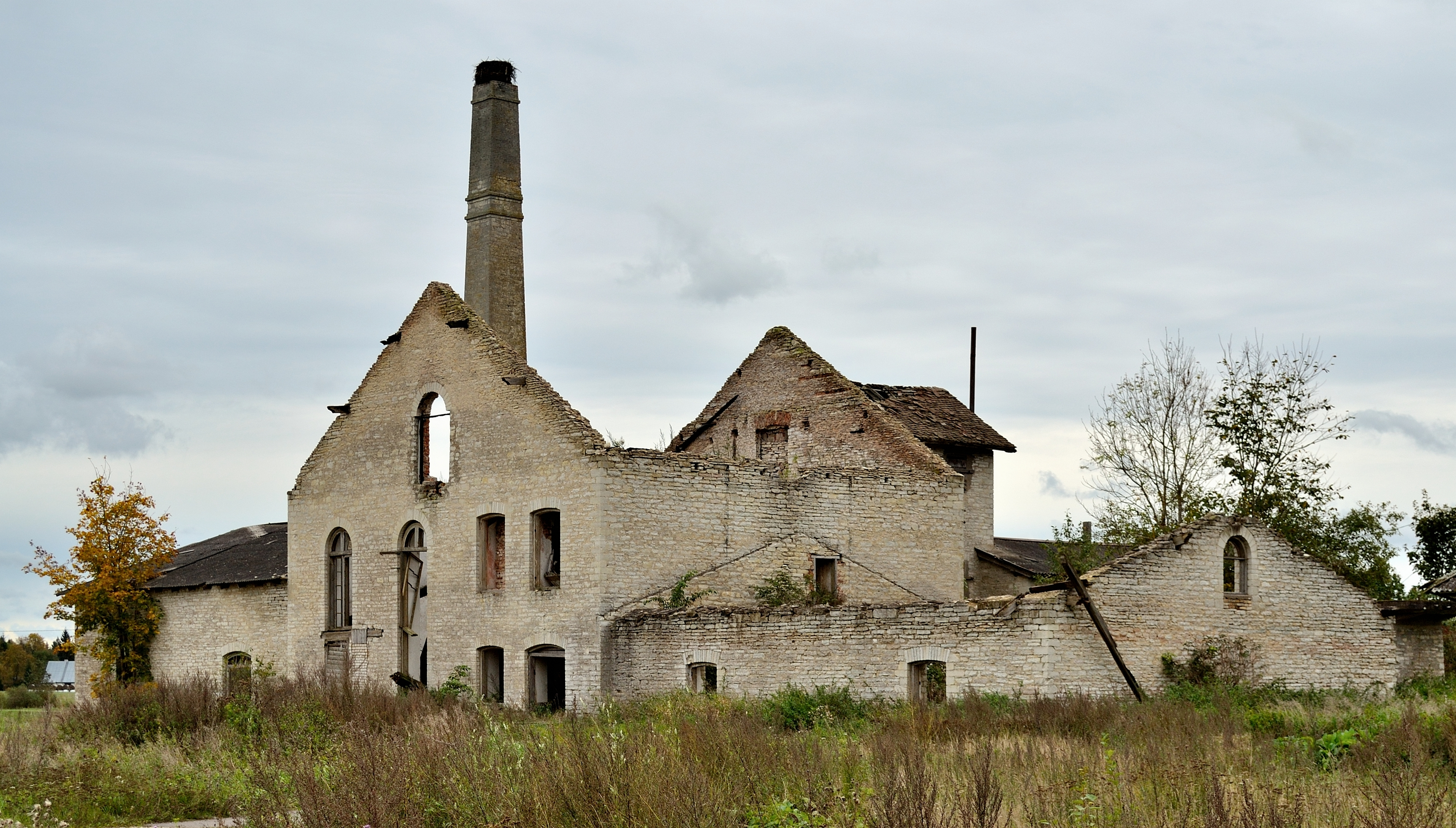
Водочная фабрика
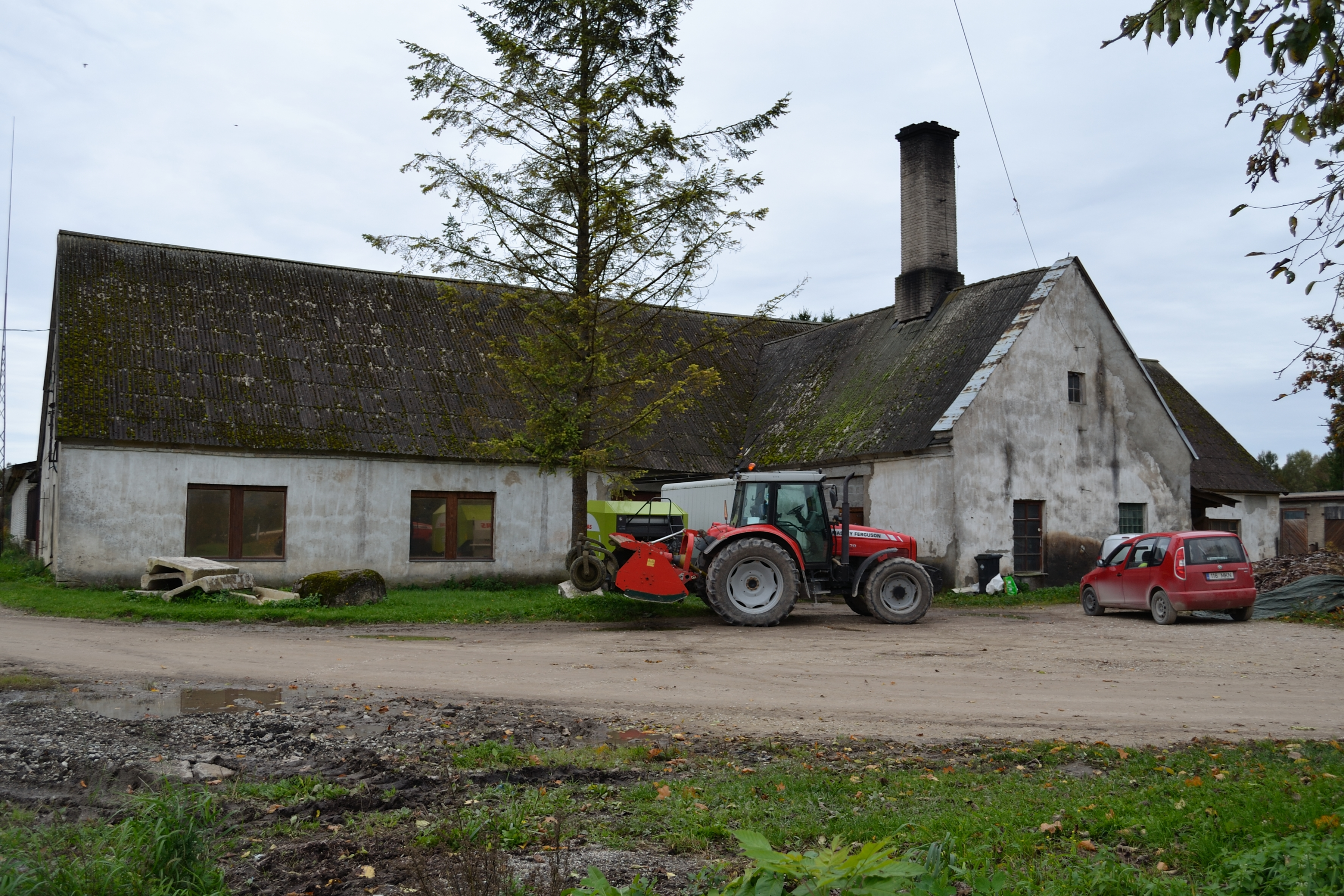
Машинная рига
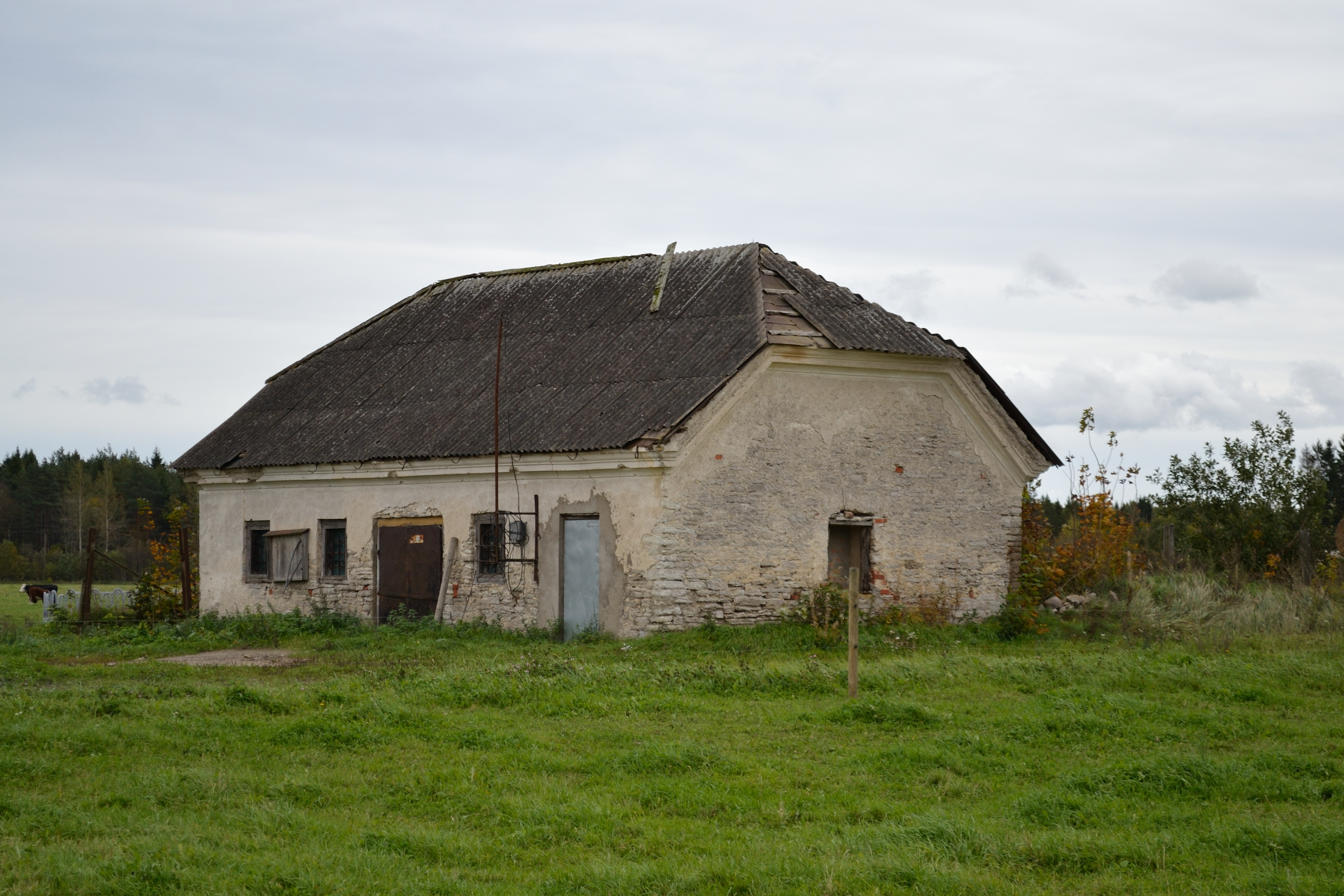
Кузница
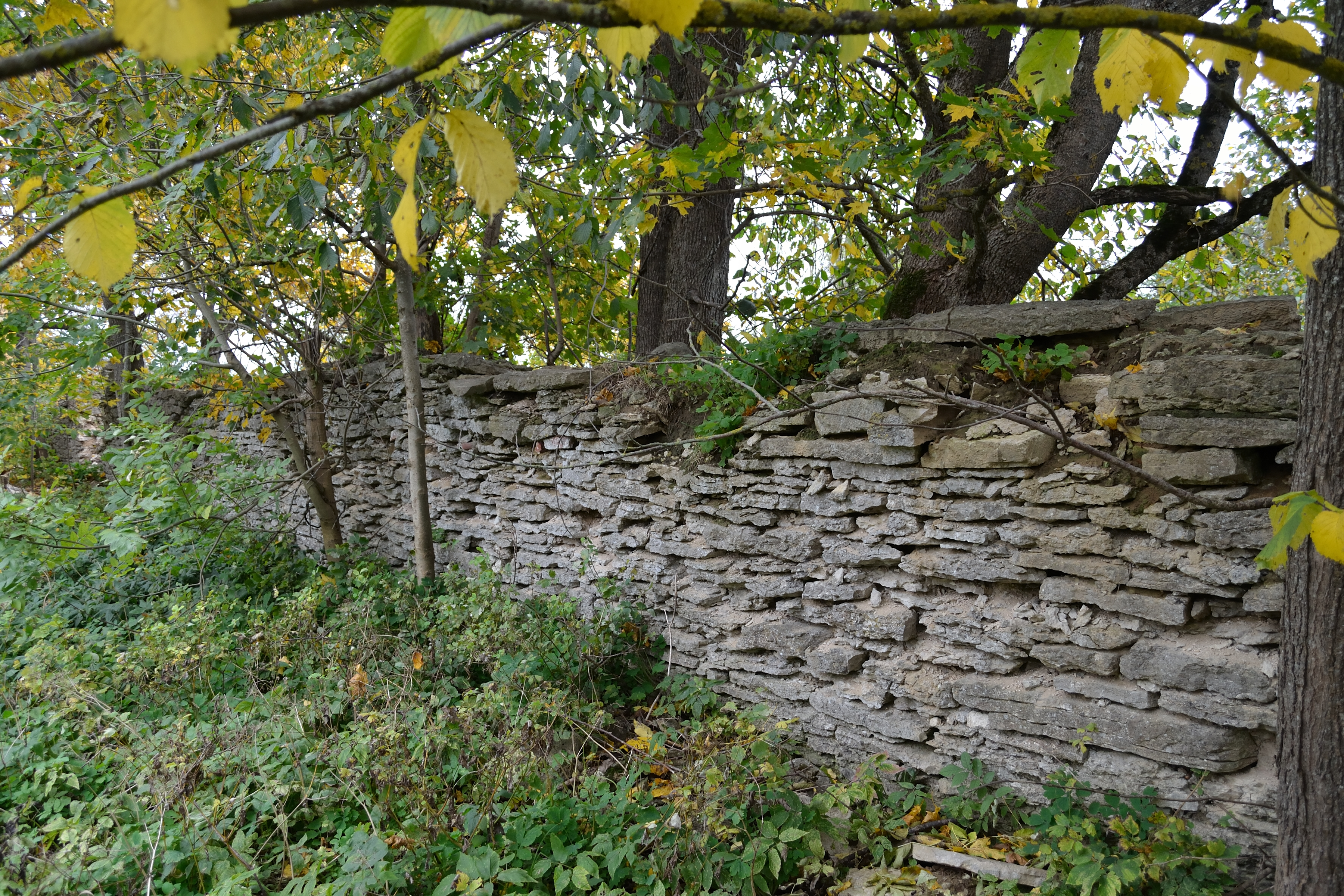
Мызная ограда
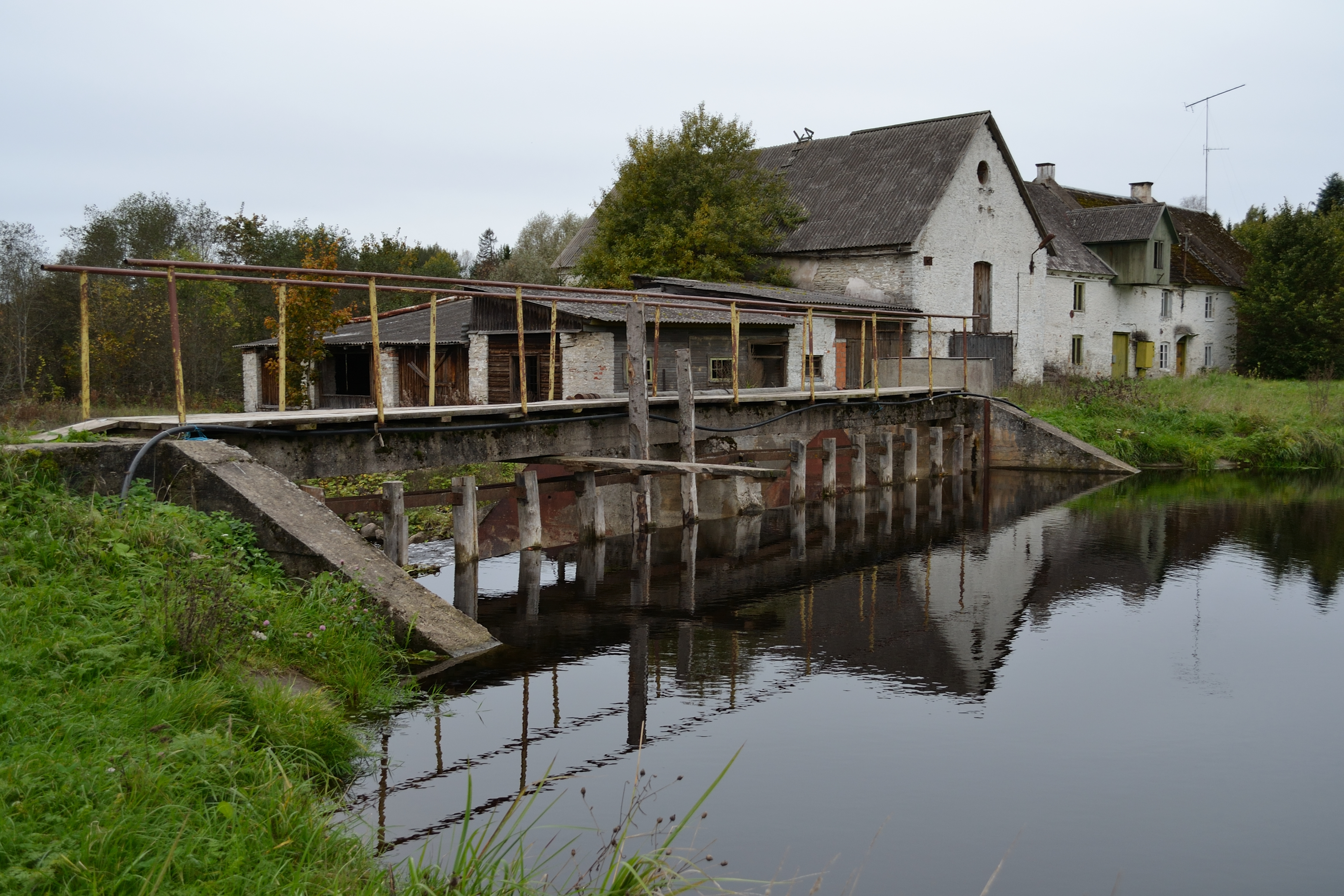
Водяная мельница и запруда